# Turzyca błotna
Turzyca błotna (Carex acutiformis Ehrh.) – gatunek byliny z rodziny ciborowatych. Obszar występowania obejmuje Europę, zachodnią Azję oraz północno-zachodnią, wschodnią i południową Afrykę. W Polsce pospolity na całym obszarze z wyjątkiem gór.

## Morfologia

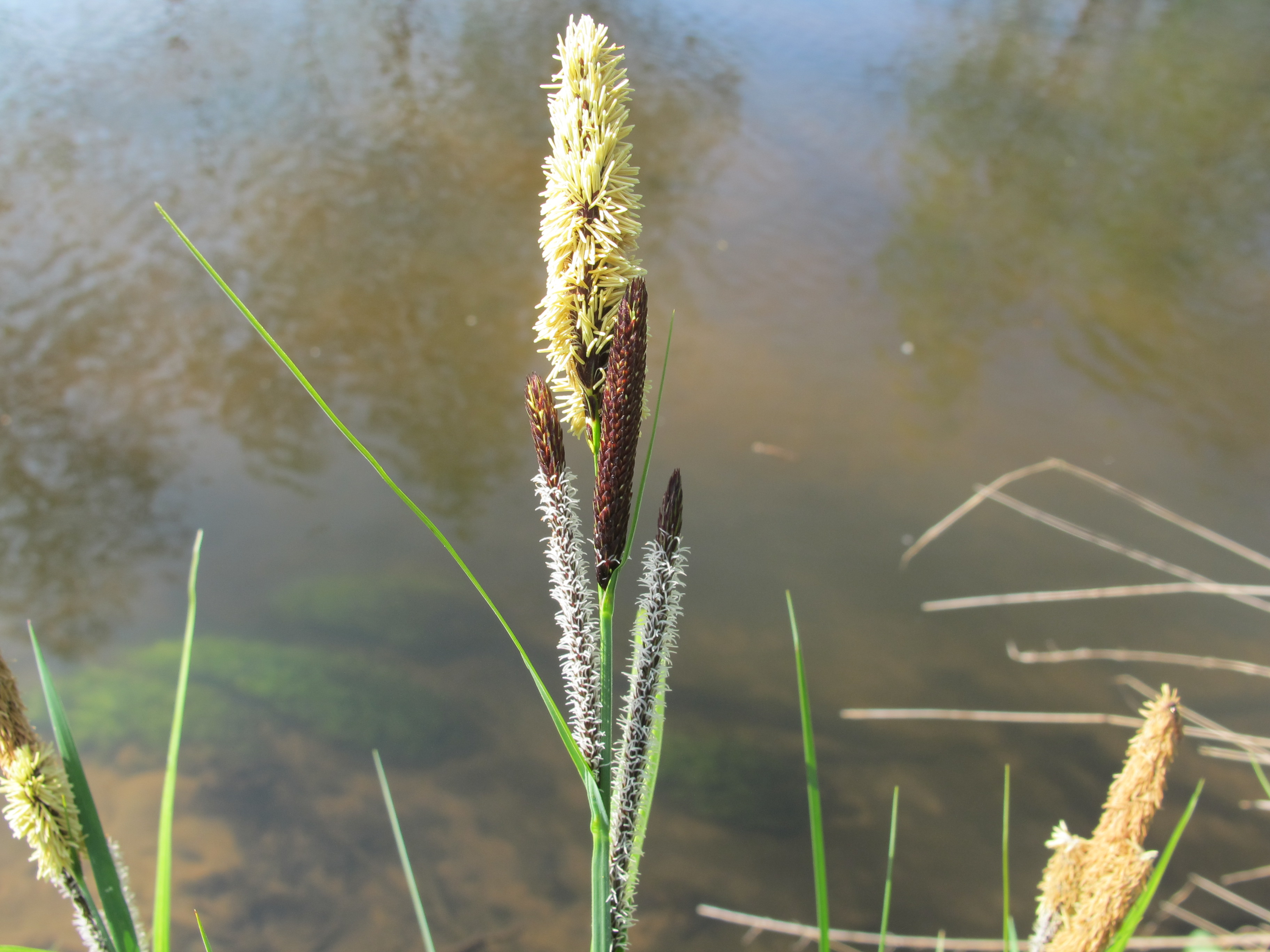
Kwiatostany

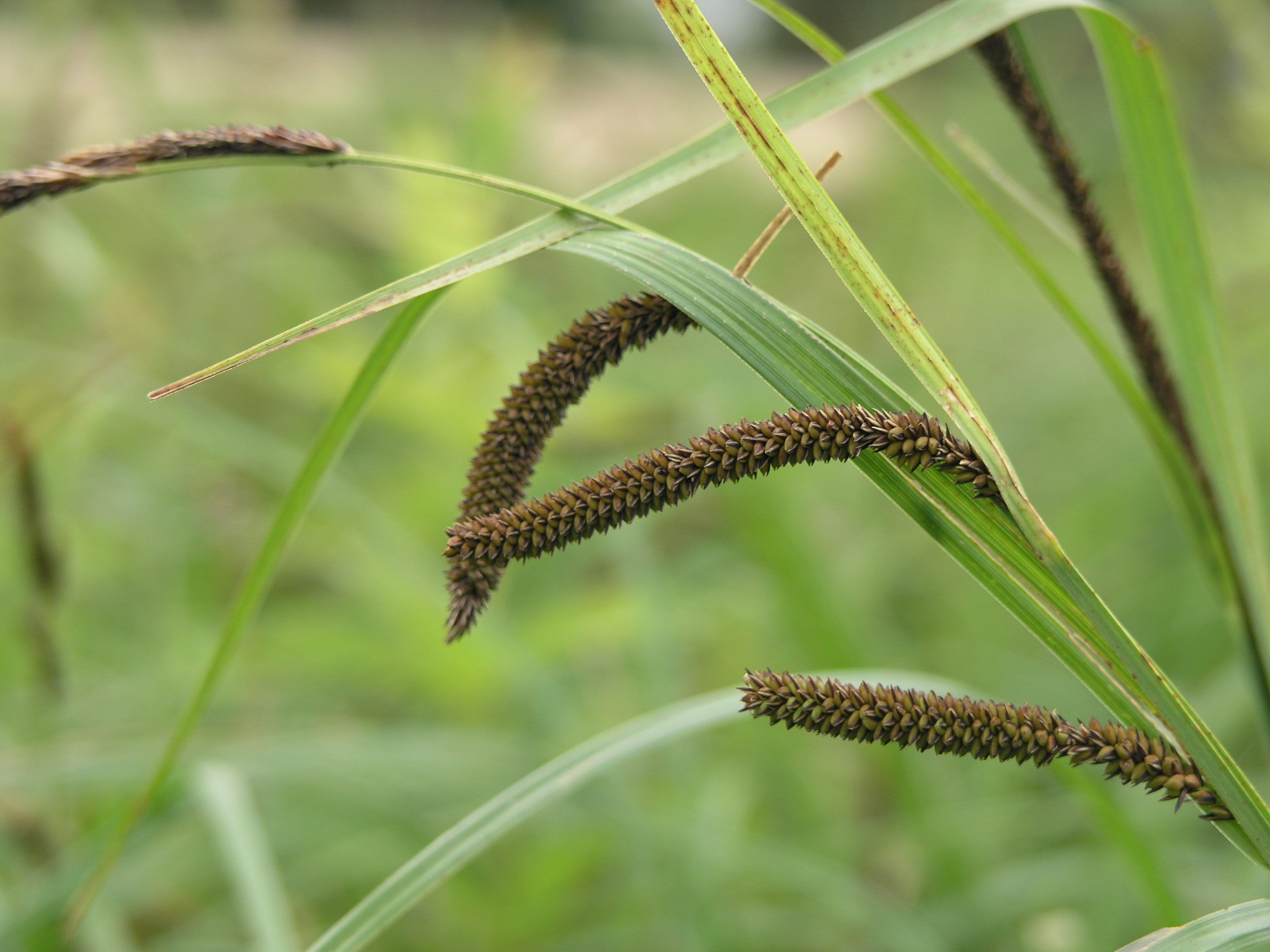
Owoce

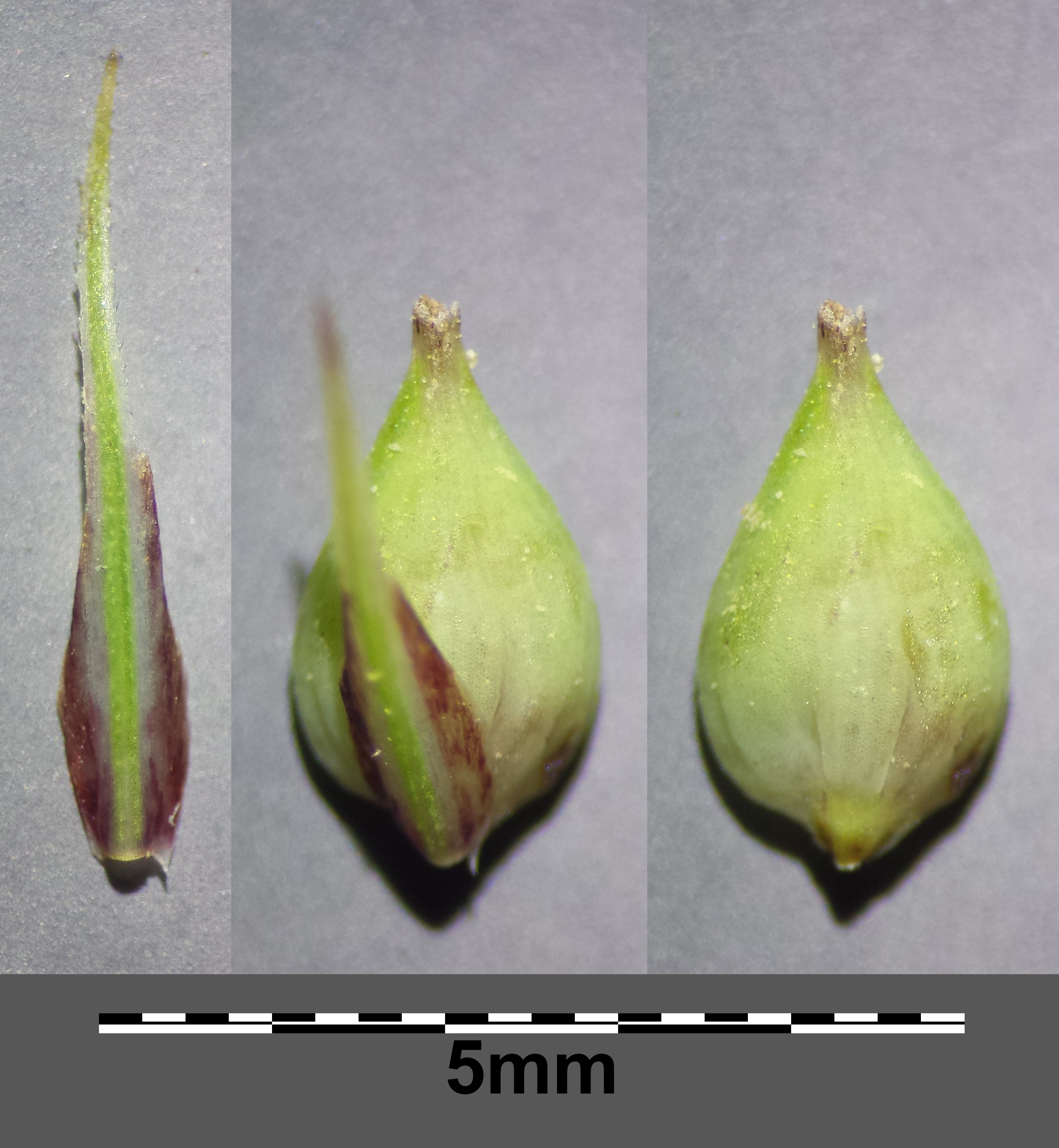
Przysadki i owoce

PokrójRoślina trwała, wysokości 30-150 cm, z rozłogami.
ŁodygaSztywno wzniesiona, ostro trójkanciasta, u góry szorstka.
LiścieNajniższe pochwy liściowe bez blaszek, jasnobrązowe lub purpurowe, siatkowato włókniste. Blaszki liściowe płaskie, szorstkie, ze słabo wystającym grzbietem, szerokości 3-10 (20) mm. Podsadki kwiatostanu liściowate.
KwiatyKwiatostan osiąga długość ponad 30 cm, składa się z 3-9 siedzących lub krótkoszypułkowych, wzniesionych kłosów. Górne 1-4 z kwiatami męskimi, pozostałe oddalone, z kwiatami żeńskimi. Plewy ciemnobrązowe. Słupek z 3 znamionami. Kwitnie od maja do czerwca.
OwoceOrzeszek zamknięty w skośnie odstającym pęcherzyku, nie wydętym, 4-5,5 mm długości, zielonym z krótkim dzióbkiem, matowym.

## Ekologia
Występuje na średnio mokrych siedliskach, głównie łąkach i młakach turzycowych. W klasyfikacji zbiorowisk roślinnych gatunek charakterystyczny dla związku Magnocaricion oraz zespołu szuwar turzycy błotnej Caricetum acutiformis.